# Рэндольф, Давайн Джой
Давайн Джой Рэндольф (англ. Da'Vine Joy Randolph, род. 21 мая 1986, Филадельфия, Пенсильвания) — американская актриса и певица. Получила известность благодаря роли Оды Мэй Браун в бродвейском мюзикле 2012 года «Привидение», которая принесла ей номинацию на премию «Тони» за лучшую женскую роль второго плана в мюзикле. В 2023 году снялась в фильме «Оставленные» в роли Мэри Лэм, за которую получила множество наград и номинаций, в том числе победы на «Золотом глобусе», «Оскаре», «Выбор критиков» и BAFTA в номинации лучшая женская роль второго плана.

## Биография
Рэндольф окончила Университет Темпл и Йельскую школу драмы. В 2013 году начала свою карьеру на экране. После гостевого появления в сериале «Хорошая жена» снялась с Элли Кемпер в неудачном пилоте NBC «Бренда навсегда». В 2014 году Рэндольф получила регулярную роль в ситкоме ABC «Селфи», получившем смешанные отзывы и закрытым после 1 сезона.
Она получила выдающуюся роль леди Рид в фильме «Меня зовут Долемайт» (2019) с Эдди Мерфи в главной роли. За свою игру она получила номинации на Ассоциации афроамериканских кинокритиков, Black Reel Awards и NAACP Image Awards за лучшую женскую роль второго плана. В следующем году она снялась в фильме «Каджиллионер» (2020) и в главной роли в телесериале «Меломанка» (2020).
Она сыграла роли в драматическом фильме «Соединённые Штаты против Билли Холидей» (2021) и комедии «Затерянный город» (2022). В 2021 году она сыграла главную роль в ситкоме «Последний настоящий гангстер». С 2021 года она периодически исполняет роль детектива Уильямс в сериале «Убийства в одном здании» в главных ролях Стив Мартин, Мартин Шорт и Селена Гомес. Она сыграла менеджера поп-звезды в скандальном сериале «Кумир» (2023).

В 2023 году она снялась в фильме Александра Пэйна о совершеннолетии «Оставленные» в роли Мэри Лэм, школьного повара и скорбящей матери. Премьера фильма состоялась на кинофестивале в Теллуриде. Она заслужила похвалу за роль, а Пит Хэммонд из Deadline Hollywood написал: 
Рэндольф просто замечательна, взглядом говорит больше, чем любыми словами. Она чрезвычайно трогательна и попутно заставляет нас плакать. 
Рэндольф получила множество номинаций и наград за эту роль, включая победы на премии «Оскар», «Золотой глобус» и BAFTA за лучшую женскую роль второго плана. В том же году она сыграла госпел-певицу Махалию Джексон в политическо-драматическом фильме «Растин».
Также снялась в комедийном боевике «Шпионская свадьба» с Ребел Уилсон.

## Фильмография

### Фильмы
| Год  | Название                               | Название на английском               | Роль                   | Примечания       |
| ---- | -------------------------------------- | ------------------------------------ | ---------------------- | ---------------- |
| 2013 | Мать Джорджа                           | Mother of George                     | Мэрсия                 |                  |
| 2013 | Утро после                             | The Purge: The Morning After         | Де'Шондраника          | Короткометражный |
| 2013 | Долгая прогулка                        | A Long Walk                          | Мама                   | Короткометражный |
| 2014 | Этим утром в Нью-Йорке                 | The Angriest Man in Brooklyn         | Медсестра Роуэн        |                  |
| 2016 | Секреты Эмили Блейр                    | The Secrets of Emily Blair           | Фрэн                   |                  |
| 2016 | Новогодний корпоратив                  | Office Christmas Party               | Карла                  |                  |
| 2019 | Меня зовут Долемайт                    | Dolemite is My Name                  | Леди Рид / Куин Би     |                  |
| 2020 | Каджиллионер                           | Kajillionaire                        | Дженни                 |                  |
| 2020 | Последняя смена                        | The Last Shift                       | Шазз                   |                  |
| 2020 | Тролли. Мировой тур                    | Trolls World Tour                    | Блисс Марина, Шейла Би | Озвучивание      |
| 2020 | У мамы начался Кашель                  | Mama Got A Cough                     | Иоланда                | Короткое видео   |
| 2021 | Соединенные Штаты против Билли Холидей | The United States vs. Billie Holiday | Розлин                 |                  |
| 2021 | Виновный                               | The Guilty                           | Диспетчер КДП          | Голос            |
| 2022 | Затерянный город                       | The Lost City                        | Бет Хэттен             |                  |
| 2022 | Большая или маленькая ложь             | A Little White Lie                   | Дельта Джонс           |                  |
| 2022 | Кот в сапогах: Последнее желание       | Puss in Boots: The Last Wish         | Мама Луна              | Озвучивание      |
| 2022 | На подходе                             | On the Come Up                       | Тетя Пух               |                  |
| 2023 | Растин                                 | Rustin                               | Махалия Джексон        |                  |
| 2023 | Оставленные                            | The Holdovers                        | Мэри Лэм               |                  |
| 2025 | Теневая сила                           | Shadow Force                         | «Тетушка» / Марвелла   |                  |
| 2025 | Шпионская свадьба                      | Bride Hard                           | Лидия                  |                  |
| 2025 | Вечность                               | Eternity                             | Анна                   | пост-продакшен   |
|      | Галеристка                             | The Gallerist                        |                        | пост-продакшен   |

### Телевидение
| Год        | Название                              | Название на английском               | Роль                   | Примечания                                         |
| ---------- | ------------------------------------- | ------------------------------------ | ---------------------- | -------------------------------------------------- |
| 2013       | Хорошая жена                          | The Good Wife                        | Марджи                 | Эпизод: «A More Perfect Union»                     |
| 2013       | Бренда навсегда                       | Brenda Forever                       | Перл                   | Пилот                                              |
| 2014       | Ох, уж этот папа                      | See Dad Run                          | Мисс Ротшильд          | Эпизод: «Папа становится домохозяйкой»             |
| 2014       | Селфи                                 | Selfie                               | Шармоник               | Регулярная роль, 13 эпизодов                       |
| 2015       | Жизнь в деталях                       | Life in Pieces                       | Джанис                 | Эпизод: «Микробы из секретного телефона малышки»   |
| 2015—2017  | Шоу мистера Пибоди и Шермана          | The Mr. Peabody & Sherman Show       | Кристина / Эбби Фишер  | Озвучивание, основной состав                       |
| 2016       | Это мы                                | This Is Us                           | Таня                   | Повторяющаяся роль (1 сезон)                       |
| 2016—2017  | Земляне                               | People of Earth                      | Ивонн Уотсон           | Основной состав                                    |
| 2017       | Вице-президент                        | Veep                                 | Роберта Уинстон        | Эпизод: «Катар»                                    |
| 2017—2018  | Империя                               | Empire                               | Паундкейк              | Повторяющаяся роль (4 сезон)                       |
| 2018       | Дом: Приключения Типа и О             | Home: Adventures with Tip & Oh       | Круштина               | Озвучивание, эпизод: «Как мать, как огненная яма»  |
| 2019       | Как стать богом в центральной Флориде | On Becoming a God in Central Florida | Ронда                  | Повторяющаяся роль                                 |
| 2020       | Меломанка                             | High Fidelity                        | Шериз                  | Основной состав                                    |
| 2020—2022  | Мадагаскар: Маленькие и дикие         | Madagascar: A Little Wild            | Рейнджер Хуф           | Озвучивание, повторяющаяся роль                    |
| 2021       | Кинопереворот                         | Cinema Toast                         | Вивиан                 | Озвучивание, эпизод: «Поцеловать, жениться, убить» |
| 2021       | Тука и Берти                          | Tuca & Bertie                        | Тамаридовый тукан      | Озвучивание, два эпизода                           |
| 2021       | Смиты из Ультра-Сити                  | Ultra City Smiths                    | Детектив Гейл Джонсон  | Озвучивание, основной состав                       |
| 2021       | Последний настоящий гангстер          | The Last O.G.                        | Визи                   | 4 сезон                                            |
| 2021—2022  | Моя весёлая тетя                      | Chicago Party Aunt                   | Тина                   | Озвучивание, основной состав                       |
| 2021—н. в. | Убийства в одном здании               | Only Murders in the Building         | Детектив Донна Уильямс | Повторяющаяся роль                                 |
| 2022       | Бёрдгёрл                              | Birdgirl                             | Разные голоса          | Повторяющаяся роль                                 |
| 2023       | Кумир                                 | The Idol                             | Дестини                | Повторяющаяся роль                                 |

### Театр
| Год  | Название                | Роль          | Примечания                                          |
| ---- | ----------------------- | ------------- | --------------------------------------------------- |
| 2007 | Волосы                  | Tribe         |                                                     |
| 2010 | Слуга двух господ       | Кларис        |                                                     |
| 2012 | Привидение              | Ода Мэй Браун | Театр Лант-Фонтэнн 23 апреля 2012 – 18 августа 2012 |
| 2013 | Колыбель будет качаться | Исполнитель   |                                                     |

## Награды и номинации
| Награда                                     | Год  | Категория                                            | Название работы         | Результат |
| ------------------------------------------- | ---- | ---------------------------------------------------- | ----------------------- | --------- |
| Оскар                                       | 2024 | Лучшая женская роль второго плана                    | Оставленные             | Победа    |
| Золотой глобус                              | 2024 | Лучшая актриса второго плана — кинофильм             | Оставленные             | Победа    |
| BAFTA                                       | 2024 | Лучшая женская роль второго плана                    | Оставленные             | Победа    |
| Премия Гильдии киноактёров США              | 2024 | Лучшая женская роль второго плана                    | Оставленные             | Победа    |
| Эмми                                        | 2024 | Лучшая приглашённая актриса в комедийном телесериале | Убийства в одном здании | Номинация |
| Выбор критиков                              | 2024 | Лучшая женская роль второго плана                    | Оставленные             | Победа    |
| Выбор критиков                              | 2024 | Лучший актёрский состав                              | Оставленные             | Номинация |
| Тони                                        | 2012 | Лучшая женская роль второго плана в мюзикле          | «Привидение»            | Номинация |
| Премия Лиги Драмы                           | 2012 | Выдающееся выступление                               | «Привидение»            | Номинация |
| Outer Critics Circle Awards                 | 2012 | Лучшая женская роль второго плана в мюзикле          | «Привидение»            | Номинация |
| Премия NAACP Image                          | 2020 | Лучшая актриса второго плана                         | Меня зовут Долемайт     | Номинация |
| Премия NAACP Image                          | 2024 | Лучшая женская роль второго плана                    | Оставленные             | Номинация |
| Black Reel Awards                           | 2020 | Лучшая женская роль второго плана                    | Меня зовут Долемайт     | Победа    |
| Black Reel Awards                           | 2020 | Лучшая прорывная роль                                | Меня зовут Долемайт     | Победа    |
| Black Reel Awards                           | 2022 | Лучшая приглашенная актриса — комедия                | Убийства в одном здании | Номинация |
| Black Reel Awards                           | 2024 | Лучшая женская роль второго плана                    | Оставленные             | Номинация |
| Премия «Готэм»                              | 2023 | Лучшая актриса                                       | Оставленные             | Номинация |
| Национальный совет кинокритиков США         | 2023 | Лучшая актриса второго плана                         | Оставленные             | Победа    |
| Ассоциация кинокритиков Лос-Анджелеса       | 2023 | Лучшая женская роль второго плана                    | Оставленные             | Победа    |
| New York Film Critics Circle                | 2023 | Лучшая женская роль второго плана                    | Оставленные             | Победа    |
| Международный кинофестиваль в Санта Барбаре | 2024 | Премия виртуозов                                     | Оставленные             | Победа    |
| Независимый дух                             | 2024 | Лучшая женская роль второго плана                    | Оставленные             | Победа    |
| AACTA International Awards                  | 2024 | Лучшая женская роль второго плана                    | Оставленные             | Номинация |
| Спутник                                     | 2024 | Лучшая женская роль второго плана                    | Оставленные             | Победа    |
| Премия Лондонской ассоциации кинокритиков   | 2024 | Лучшая женская роль второго плана года               | Оставленные             | Победа    |